# Holger Norman-Hansen
Holger Norman-Hansen (født 2. januar 1899, død 26. marts 1984) var en dansk skakspiller.
Norman-Hansen spillede for Danmark ved skakolympiaden:
- 1927 ved 1. skakolympiade i London (+11 -2 =2)
- 1928 ved 2. skakolympiade i Haag (+4 -7 =5)
- 1936 ved 3. uofficielle skakolympiade i München (+8 -6 =5)

Han vandt en individuel guldmedalje, og holdet vandt en sølvmedalje 1927.
Han vandt danmarksmesterskabet i skak i 1939 efter omkamp. Han fik også en delt førsteplads i 1936, hvor han tabte omkampen.